# Compsophorus caelatus
Compsophorus caelatus là một loài tò vò trong họ Ichneumonidae.